# Euxoa obscurior
Euxoa obscurior är en fjärilsart som beskrevs av Otto Staudinger 1892. Euxoa obscurior ingår i släktet Euxoa och familjen nattflyn. Inga underarter finns listade i Catalogue of Life.